# Liste der Orte im Landkreis Südwestpfalz

Wappen des Landkreises Südwestpfalz

Die Liste der Orte im Landkreis Südwestpfalz enthält die Städte, Verbandsgemeinden, Ortsgemeinden und Gemeindeteile (Ortsbezirke, Wohnplätze und sonstige Gemeindeteile) im rheinland-pfälzischen Landkreis Südwestpfalz.
Es handelt sich dabei um das amtliche Verzeichnis der Gemeinden und Gemeindeteile und setzt sich zusammen aus dem vom Statistischen Landesamt Rheinland-Pfalz geführten amtlichen Namensverzeichnis der Gemeinden und dem vom Landesamt für Vermessung und Geobasisinformation Rheinland-Pfalz geführten amtlichen Verzeichnis der Gemeindeteile.

## Verbandsgemeinde Dahner Felsenland
Gemeinden und Gemeindeteile in der Verbandsgemeinde Dahner Felsenland:
- Bobenthal
  - Sankt Germanshof
- Bruchweiler-Bärenbach
  - Reinigshof
- Bundenthal
- Busenberg
  - Bärenbrunnerhof
  - Bärenbrunnermühle
  - Weißensteiner Hof
- Dahn, Stadt
  - Büttelwoog
  - Fischwoogmühle
  - Neudahner Weiher
  - Reichenbach
- Erfweiler
- Erlenbach bei Dahn
  - Berwartstein, Burg und Gaststätte
  - Lauterschwan
  - Seehof
- Fischbach bei Dahn
  - Fischbach bei Dahn
  - Wappenschmiede
  - Petersbächel (Ortsbezirk)
  - Unterpetersbächlerhof
- Hirschthal
- Ludwigswinkel
  - Reißlerhof
  - Saarbacherhammer, Sägemühle
  - Schöntal
- Niederschlettenbach
  - Erzgrube
- Nothweiler
- Rumbach
  - Aubühl, Fabrik
  - Falkenberg
  - Falkenmühle
  - Langenthal, Siedlung
- Schindhard
  - Sandbühlerhof
- Schönau (Pfalz)
  - Biehlerhof, Gaststätte
  - Ferienkolonie Heilsbach
  - Gebüg (Ortsbezirk)

## Verbandsgemeinde Hauenstein
Gemeinden und Gemeindeteile in der Verbandsgemeinde Hauenstein:
- Darstein
- Dimbach
- Hauenstein
  - Bahnhof Hauenstein
- Hinterweidenthal
  - Frauenstein
  - Hinterweidenthal, Bahnhof
  - Horbacherhof
- Lug
- Schwanheim
- Spirkelbach
- Wilgartswiesen
  - Erbenbuckel
  - Häusel
  - Hermersbergerhof (Ortsbezirk)
  - Hofstätten (Ortsbezirk)
  - Meisenhalde, Forsthaus
  - Neufeld

## Verbandsgemeinde Pirmasens-Land
Gemeinden und Gemeindeteile in der Verbandsgemeinde Pirmasens-Land:
- Bottenbach
  - Gärtelbacherhof
  - Pirmannsteinerhof
  - Bergwiesenhof
- Eppenbrunn
  - Auf dem Hammelschachen
  - Hohelist
  - Ransbrunnerhof
  - Stüdenbach, Forsthaus
  - In der Naßhecke
- Hilst
- Kröppen
  - Einöderwiesenhof
  - Stausteinerhof
- Lemberg
  - Altenwoogsmühle, Gaststätte
  - Am Soll, Siedlung
  - Glashütte (Ortsbezirk)
  - Gutenbach, Siedlung
  - Kettrichhof (Ortsbezirk)
  - Langmühle (Ortsbezirk)
  - Rodalberhof
  - Salzwoog (Ortsbezirk)
  - Stephanshof
- Obersimten
- Ruppertsweiler
  - Ständenhof
- Schweix
  - Hilstermühle
  - Schweixermühle
- Trulben
  - Felsenbrunnerhof (Ortsbezirk)
  - Hochstellerhof (Ortsbezirk)
  - Imsbacherhof
  - Trulbermühle
  - Winterbrunnerhof
- Vinningen
  - Hanauerhof
  - Luthersbrunn, evangelisches Pfarrhaus
  - Schelertal, Siedlung

## Verbandsgemeinde Rodalben
Gemeinden und Gemeindeteile in der Verbandsgemeinde Rodalben:
- Clausen
  - Forsthaus Heidelsburg
  - Jugendheim Hollertal
  - Orlebrunnen
- Donsieders
  - Biebermühle
- Leimen
  - Forsthaus Leimen
  - Röderhof
- Merzalben
  - Birkwieserhof
  - Kufenberg
  - Wieslauterhof
- Münchweiler an der Rodalb
  - Beckenhof
  - Hombrunnerhof
  - Im Waschtal
  - Münchweilerhof
  - Riegelbrunnerhof
- Rodalben, Stadt
  - Am Entenstein
  - Am Köpfel
  - Apostelmühle
  - Auf der Heide
  - Geißbühl
  - Germerstal
  - Grünbühl
  - Horbergsiedlung
  - Imsbachermühle
  - Langenbach
  - Lindersbach
  - Neuhof

## Verbandsgemeinde Thaleischweiler-Wallhalben
Gemeinden und Gemeindeteile in der Verbandsgemeinde Thaleischweiler-Wallhalben:
- Biedershausen
- Herschberg
  - Aspenhof
  - Konradsmühle
  - Weihermühle
  - Würschhauserhof
  - Würschhausermühle
- Hettenhausen
  - Birkenhof
- Höheischweiler
- Höhfröschen
- Knopp-Labach
  - Ferienheim Labach
  - Knoppermühle
  - Kreuzhof
  - Labach
  - Labachermühle
  - Wieselbornerhof
- Krähenberg
- Maßweiler
  - Faustermühle
  - Hitscherhof
  - Kneispermühle, Wasserwerk und Hof
  - Häselbergerhof
- Nünschweiler
  - Bärenhütte
  - Bärenhütterhof
  - Dusenbrücken
  - Huberhof
  - Mittelscheiderhof
  - Morschelweiher
- Obernheim-Kirchenarnbach
  - Kirchenarnbach
  - Neumühle
  - Obernheim
- Petersberg
  - Staffelhof
- Reifenberg
  - Stockbornerhof
- Rieschweiler-Mühlbach
  - Höhmühlbach
  - Lindenhof
  - Rieschweiler
- Saalstadt
  - Erlenmühle
- Schauerberg
  - Forsthaus Schauerberg
- Schmitshausen
  - Am Ochsenberg
  - Hellborner Hof
- Thaleischweiler-Fröschen
  - Thaleischweiler
  - Am Schloß
  - Buchenwaldhof
  - Einöde Buchholz
  - Lenspacherhof
  - Rosselmühle
  - Thalfröschen
  - Am Klopfholz
  - Biebermühle
  - Meisenbach
  - Mohrenbach
- Wallhalben
  - Oberhausen
  - Seitershof
  - Wallhalben
- Weselberg
  - Harsberg
  - Weselberg
  - Zeselberg
- Winterbach (Pfalz)
  - Niederhausen
  - Winterbach
  - Herrenwalderhof
  - Klosterbergerhof

## Verbandsgemeinde Waldfischbach-Burgalben
Gemeinden und Gemeindeteile in der Verbandsgemeinde Waldfischbach-Burgalben:
- Geiselberg
  - Neuhof
  - Tiefenthalerhof
- Heltersberg
  - Hundsweihersägemühle
  - Lindenbrunnerhof
  - Westrichhof
- Hermersberg
  - Fuchshof
  - Lichtenberger Hof
  - Riegelsbergerhof
  - Steinalbermühle
  - Wasserwerk
- Höheinöd
  - Steinerbrücke
- Horbach
  - Brachhof
  - Horbachermühle
  - Schwanenmühle, Fabrik
- Schmalenberg
  - Hirschalbermühle
- Steinalben
  - Geiselbergermühle
- Waldfischbach-Burgalben
  - Burgalben
  - Am Wallerbühl, Häusergruppe
  - Harzkaut
  - Jugenddorf Sickingen
  - Maria Rosenberg
  - Moschelmühle
  - Waldfischbach
  - Rohwald, Forsthaus
  - Wappenschmiede

## Verbandsgemeinde Zweibrücken-Land
Gemeinden und Gemeindeteile in der Verbandsgemeinde Zweibrücken-Land:
- Althornbach
  - Bödingerhof
  - Buchholzbergerhof
  - Hübelhof
- Battweiler
  - Birkenbacherhof
  - Hanghof
  - Wiesenhof
- Bechhofen
- Contwig
  - Contwig
  - Dudelbingerhof
  - Gödelsteinhof
  - Heckenaschbacherhof
  - Mühlbachhof
  - Offweilerhof
  - Ruppenthalerhof
  - Steitzhof
  - Truppacherhof
  - Wahlbacherhof
  - Werderhof
  - Stambach
- Dellfeld
  - Falkenbusch
  - Weihershof
  - Ziegelhütte
  - Berghof
- Dietrichingen
  - Birkwieserhof
  - Kirschbacherhof
  - Kirschbachermühle
  - Klosterwaldhof
  - Monbijou
  - Riedelberg-Tal
  - Sandwaldhof
  - Ziegelhütte
  - Hochwaldhof
- Großbundenbach
  - Erlenhof
  - Ochsengrunder Ziegelhütte
- Großsteinhausen
  - Großsteinhausermühle
  - Waldhaus am Hochseiter
- Hornbach, Stadt
  - Bickenaschbacherhof
  - Eichenhof
  - Gut Dennoch
  - Ringweilerhof
  - Stuppacherhof
  - Unterbeiwalderhof
- Käshofen
  - Etzenbachermühle
- Kleinbundenbach
  - Ölmühle
  - Stampermühle
- Kleinsteinhausen
  - Hirschbachhof
- Mauschbach
- Riedelberg
  - Riedelbergermühle
  - Jakobshof
- Rosenkopf
- Walshausen
- Wiesbach